# Larry O'Connor
Larry O'Connor, född 22 september 1916, död 6 september 1995, var en friidrottare från Kanada. Han deltog vid olympiska sommarspelen 1936.